# أوبوس فيتاتوم

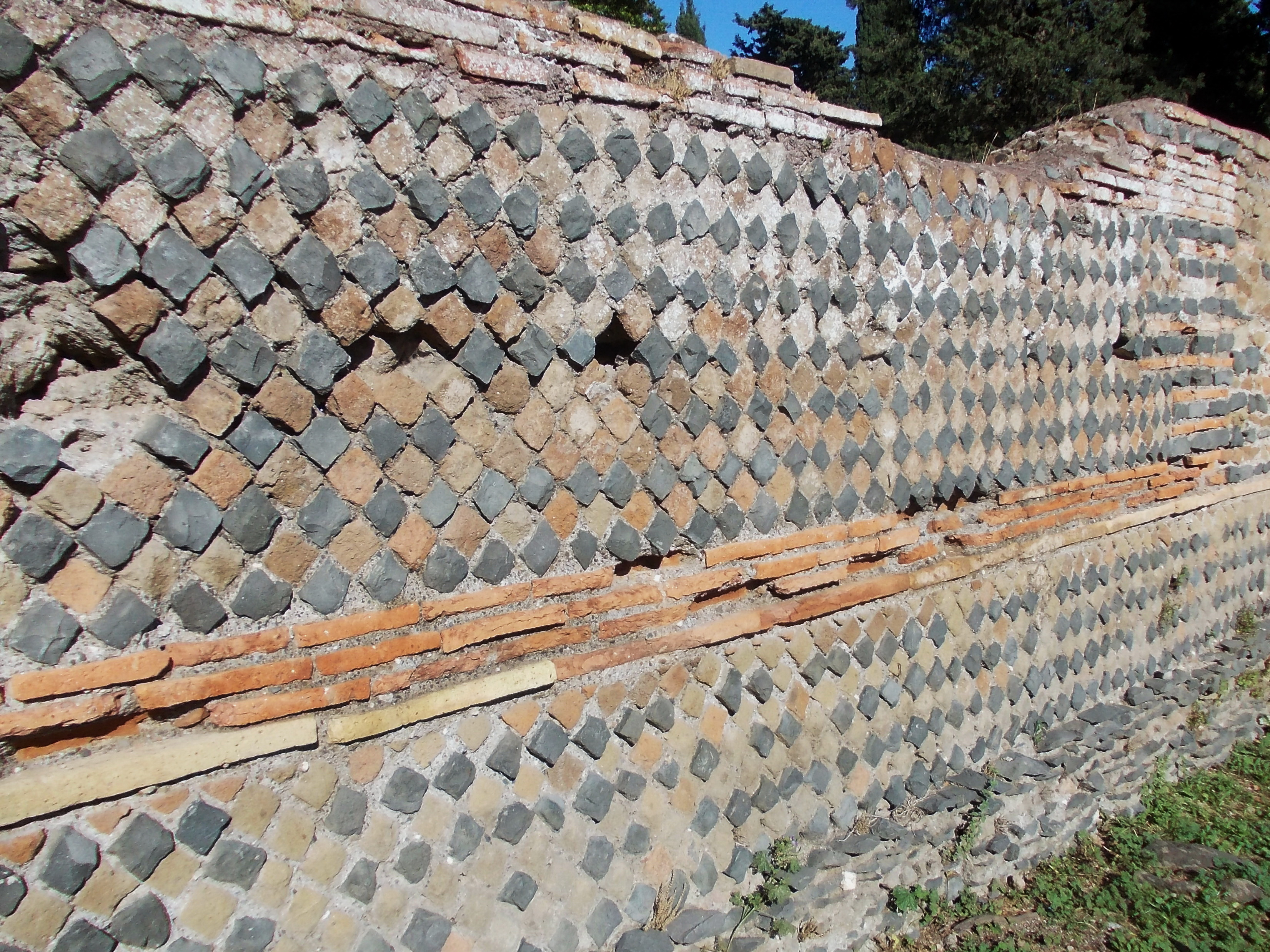
نموذج من تقنية أوبوس فيتاتوم، يجمع بين نظامين إنشائيين في مداميك متوازية ومتتالية هما الطوب الروماني (الأفقي) وحجر الطفة بطريقة أوبوس راتيكولاتوم (مائل بزاوية 45 درجة) في أوستيا أنتيكا، إيطاليا.

أوبوس فيتاتوم (باللاتينية: Opus vittatum ويُطلق عليها أيضًا Opus listatum أو Coagmenta) هي تقنية رومانيّة قديمة، كان يُستخدم فيها صف من حجر الطفة بشكل مداميك متوازية ومتتالية مع صف من الطوب بمسافات منتظمة.
كانت هذه التقنية شائعة خلال القرن الرابع الميلادي، وخصوصًا في فترة حكم الإمبراطورين مكسنتيوس وقسطنطين العظيم.

## وصلات خارجية
- استخدام الخرسانة الرومانية - أوبوس كامينتيكيوم (بالإنجليزية)
- معجم أوكسفورد للعمارة - النسخة الثالثة: أوبوس (بالإنجليزية)